# Elezioni parlamentari in Montenegro del 1998
Le elezioni parlamentari in Montenegro del 1998 si tennero il 31 maggio. Esse videro la vittoria della coalizione Per vivere meglio; a seguito delle elezioni venne eletto Primo ministro Filip Vujanović.

## Risultati
| Liste                                       | Voti    | %     | Seggi |
| ------------------------------------------- | ------- | ----- | ----- |
| Per vivere meglio (DPS - NS - SDP)          | 170 080 | 49,54 | 42    |
| Partito Popolare Socialista del Montenegro  | 123 957 | 36,10 | 29    |
| Alleanza Liberale del Montenegro            | 21 612  | 6,29  | 5     |
| Partito Popolare Serbo                      | 6 606   | 1,92  | –     |
| Lega Democratica nel Montenegro             | 5 425   | 1,58  | 1     |
| Partito Radicale Serbo                      | 4 060   | 1,18  | –     |
| Unione Democratica degli Albanesi           | 3 529   | 1,03  | 1     |
| Partito d'Azione Democratica del Montenegro | 1 996   | 0,58  | –     |
| Comunisti del Montenegro                    | 1 885   | 0,55  | –     |
| Altri <0,50%                                | 4 200   | 1,22  | –     |
| Totale                                      | 343 350 | 100   | 78    |